# Сепаратистский феминизм
Сепаратистский феминизм — направление радикального феминизма, в котором основной стратегией сопротивления патриархату является установление и поддержание отношений между женщинами и девочками. Сепаратистские феминистки сосредотачиваются на работе с другими женщинами, избегая взаимодействия с мужчинами, например, живя и работая в сообществах только для женщин.
Писательница Мэрилин Фрай описывает сепаратистский феминизм как «самоотстранение женщин от различных норм, установленных мужчинами, а также от институтов, отношений, ролей и действий, которые подчеркивают и продвигают мужскую силу и интересы».
Некоторые феминистки-сепаратистки полагают, что мужчины не могут внести вклад в феминистское движение и что, даже имея добрые намерения, мужчины воспроизводят динамику патриархата.
Сепаратизм может рассматриваться как последовательная идеология или тактика, а также как личная практика или политическая позиция.

## Основные идеи и практики
Мэрилин Фрай считает идею сепарации (отделения) важнейшей идеей феминизма, которая так или иначе затрагивает все сферы феминистской деятельности: «тема сепарации, при всех своих вариациях, присутствует всегда: от развода до эксклюзивных лесбийских сообществ, от убежищ для избиваемых женщин до шабаша ведьм, от программ женских исследований до женских баров, от расширения доступа к детским садам до абортов по требованию». Она отмечает, что существует много форм сепарации как естественной защитной реакции на внешнюю агрессию — например, «разрыв или избегание близких личных и рабочих отношений; запрет кому-либо входить в твой дом… отказ от участия в определённой деятельности или институте, избегание такого участия… отвержение или грубость в ответ на чужие оскорбления». Чаще всего такая сепарация является инстинктивным отвержением систематических проявлений мизогинии в социальном окружении. Когда сепарация становится осознанной и последовательной практикой, она превращается в сепаратизм.
В самом общем виде сепаратизм представляет собой отстаивание женщинами права контролировать доступ к себе, своему пространству и ресурсам. Как пишет Фрай, 

Встреча только для женщин — это фундаментальный вызов структуре власти. Это безусловная привилегия хозяина — войти в лачугу рабыни, когда ему этого захочется. Если рабыня решила не пустить хозяина в лачугу, то это равнозначно отказу быть рабыней. Исключение мужчин на встречах не только лишает их определённых благ (они могут выжить и без них) — это контроль за доступом, а значит, и за распределением власти.— Мэрилин Фрай. Некоторые мысли о сепаратизме и власти.
В политическом активизме сепаратистский феминизм выражается в форме создания чисто женских организаций или проектов. Для многих феминисток сепаратизм имеет, прежде всего, тактическое значение. Так, Наталия Чермалых, участница украинской группы «Феминистическая Офензива», пишет: «сепаратизм — не самоцель, а инструмент, дающий возможность сформировать общую позицию представительниц ежедневно дискриминированной группы».
К формам сепаратистского феминизма относятся также низовые практики позитивной дискриминации — предпочтения женщин мужчинам при равных формальных критериях отбора. Цель такой позитивной дискриминации — выразить групповую солидарность и способствовать более справедливому распределению различных ресурсов.
По мнению Мэрилин Фрай, мужчины, от которых отделяются женщины, «реагируют защитной враждебностью, тревожностью и попытками вызвать чувство вины, не говоря уже об иррациональных аргументах, которые вполне соответствуют их собственным мифам о „женской логике“. Я утверждаю, что они так сильно этого боятся, потому что они очень зависят от тех благ, которые они получают от женщин, а сепарация отрезает их от этих благ». Резкую реакцию женщин на сепаратизм Фрай объясняет страхом: «осознанное и преднамеренное исключение мужчин со стороны женщин — это откровенное неподчинение, и оно вызывает у женщин страх наказания и отвержения (страх, который часто оправдан)».

### Группы роста самосознания
Одной из важных практик сепаратистского феминизма являются группы роста самосознания — закрытые женские группы, в которых участницы обсуждают личный опыт, совместно анализируют механизмы действия патриархата на повседневном уровне и вырабатывают стратегии сопротивления им. Как поясняет Кэрол Ханиш в классической статье «Личное — это политическое»:

В первую очередь на этих группах мы обнаруживаем, что личные проблемы — это политические проблемы. На данный момент для них нет личных решений. Есть только коллективное решение с помощью коллективных действий. Я ходила и продолжаю ходить на эти встречи, потому что на них я получила политическое понимание, которое мне не смогли дать никакие книги…— Кэрол Ханиш. Личное — это политическое.
Важным аспектом групп роста самосознания является преодоление внутренней мизогинии — привитого женщинам в патриархатном обществе недоверия друг к другу, — и противостоящий ей опыт взаимного уважения и поддержки, который и позволяет формировать сепаратистские сообщества и реализовывать различные социальные, политические, художественные и исследовательские проекты на основе таких групп.

## Исторические формы сепаратистского феминизма

### Гетеросексуальный сепаратистский феминизм
В США одним из первых и самых известных примеров гетеросексуального сепаратистского феминизма считается «Ячейка 16», основанная в 1968 году Роксаной Данбар. Как отмечает историк культуры Элис Эхолс, эта группа никогда не продвигала лесбийство как политическую стратегию, выступая за безбрачие либо периодическое воздержание в гетеросексуальных отношениях. Лесбийские отношения участницы группы считали «сугубо личным решением».
По мнению Эхолс, деятельность «Ячейки 16» «сформировала теоретическую базу для лесбийского сепаратизма».

### Лесбийский сепаратизм
Лесбийский сепаратизм — это сепаратистский феминизм лесбиянок. Некоторые лесбиянки, например, Шарлотта Банч, одна из первых участниц «Собрания фурий», выбирают сепаратизм как тактику, «первый шаг», временный отказ от мейнстримной активистской деятельности ради достижения конкретных целей или личностного роста. Другие, как, например, писательница Элена Дайквумон, рассматривают сепаратизм как образ жизни.
Предлагая лесбиянкам-сепаратисткам отказываться от рабочих, личных и повседневных отношений с мужчинами, «Фурии» также советовали вступать в отношения только с теми женщинами, которые порвали все связи с миром мужских привилегий. Они считали, что «если женщины пользуются гетеросексуальностью, привилегиями и безопасностью, которые она даёт, они рано или поздно предадут своих сестёр, особенно сестёр-лесбиянок, у которых нет этих преимуществ».
Это утверждение было частным следствием более общего тезиса, который Банч сформулировала в своей статье «Уроки лесбийского сепаратизма»: «в обществе мужского господства гетеросексуальность — это политический институт», а практика сепаратизма — способ освободиться от него.
По мнению философа Сары Люсии Хоугленд, лесбийский сепаратизм способен помочь лесбиянкам выработать собственную внутреннюю этику, основанную на общих ценностях. Вслед за другой мыслительницей-сепаратисткой Джулией Пенелоп, Хоугленд предлагает различать лесбийскую субкультуру и лесбийское сообщество: принадлежность к лесбийской субкультуре «определяется в негативных терминах внешней, враждебной культурой», тогда как принадлежность к сообществу основана на ценностях, которые формулируют сами его участницы.
Бетт Таллен отмечает, что, в отличие от некоторых других сепаратистских движений, цель лесбийского сепаратизма заключается «не в основании независимого государства, но в развитии автономной самоидентичности и создании единого сильного лесбийского сообщества»".
Как показывает историк Лиллиан Фадерман, сепаратистские течения лесбийского феминизма породили культуру и культурные памятники, сделавшие любовь между женщинами видимой в рамках культуры в целом. По мнению Фадерман, создавая сепаратистские проекты, феминистки-лесбиянки стремились «привнести во все сферы формирования институций и экономики свои идеалы целостности, заботы о нуждающихся, самоопределения и равенства в труде и вознаграждении».
Практика лесбийского сепаратизма иногда включает некоторые элементы квир-национализма и политического лесбийства. Также среди сторонниц лесбийского сепаратизма есть исповедующие языческий культ Дианы.

### Радикальное лесбийство
Движение радикальных лесбиянок — это движение франкоязычных лесбиянок, отчасти аналогичное англоязычному лесбийскому сепаратизму. Возникнув под влиянием идей философа Моник Виттиг во Франции в начале 1980-х, оно вскоре распространилось также в канадской провинции Квебек.
Опираясь на идеи Симоны де Бовуар, Виттиг критикует концепцию биологического детерминизма, доказывая, что группы, наделённые властью, конструируют различия между полами и расами с целью скрыть конфликты интересов и сохранить своё господство. Она и её последовательницы рассматривали гетеросоциальность и гетеросексуальность как аспекты гетеро-власти, которой необходимо решительно сопротивляться. Таким образом, сепаратизм для них был возможностью снизить влияние этих сконструированных властных различий на свою жизнь.

## Критика
Сепаратизм как течение радикального феминизма часто подвергается критике, в том числе со стороны антифеминистов. Так, анархист Боб Блэк называет феминистский сепаратизм «абсурдным и полным противоречий» и сравнивает его с тоталитарными сектами.
Феминистка Соня Джонсон, в целом поддерживая сепаратистскую политику, отмечала, что феминистский сепаратизм несёт в себе опасность самоопределения через то, от чего он себя отделяет, то есть через мужчин.
Также в рамках феминистского движения с критикой сепаратизма неоднократно выступали чернокожие феминистки. В частности, Барбара Смит выражает опасения, что, «поскольку цветные лесбиянки вынуждены одновременно бороться с расизмом белых женщин и с сексизмом, сепаратизм препятствует объединению с цветными мужчинами». Она отмечает, что раса ставит цветных лесбиянок в иное отношение к мужчинам, чем белых лесбиянок, так как «белые женщины с классовыми привилегиями не имеют общего угнетения с белыми мужчинами. Они занимают критическую и антагонистическую позицию, в то время как чернокожие и другие цветные женщины безусловно разделяют угнетение с мужчинами своей расы». Смит разделяет теорию сепаратизма и практику сепаратизма, отмечая, что именно способы, которыми воплощался в жизнь сепаратизм, привели к «точечному, ограниченному лишь одной проблемой пониманию политики и политической практике, которая игнорирует разнообразие видов угнетения, которое испытывают женщины».